# História da Bulgária
A história da Bulgária como um Estado independente, começou no século VII, com a chegada dos búlgaros, e a fundação do Primeiro Império Búlgaro, reconhecido em 681 pelo Império Bizantino.
O primeiro Estado búlgaro formou-se ao final do século VII. O rei Bóris I foi batizado, assim convertendo todos seus súditos no ano 800. Nos séculos seguintes, entrou em guerra contra o Império Bizantino por diversas vezes, para garantir a sua existência. Porém, não logrou resistir à invasão do Império Otomano, ocorrida ao final do século XIV.

## Pré-história e Antiguidade
As culturas pré-históricas que se estabeleceram em terras búlgaras incluem a cultura neolítica de Hamangia e a cultura de Vinca (V a III milênio a.C.), a cultura de Varna, no final do Neolítico (V milênio a.C.) e a cultura de Ezer da Idade do Bronze. A cronologia Karanovo serve como um indicador da pré-história dos Bálcãs.
Os trácios, um dos três principais grupos ancestrais dos búlgaros modernos, divididos em várias tribos viveram até 500 a.C., quando o rei Teres I uniu a maioria deles no Reino Odrísio. Foram conquistados por Alexandre, o Grande e mais tarde pelos romanos. Depois de emigrar de sua pátria original, alguns grupos eslavos do sul ocuparam o território da Bulgária moderna, no século VI e se misturaram com os trácios romanizados. Finalmente, a elite dos búlgaros juntou todos eles no Primeiro Império Búlgaro. No século IX, os búlgaros e eslavos também foram mesclados.

## Império Búlgaro
O Império Búlgaro (em búlgaro: Българско царство; romaniz.: Balgarsko tsarstvo [ˈbɤl.gɐr.skʊ ˈʦar.stvʊ]) é um termo usado para descrever dois períodos na história medieval da Bulgária, durante os quais ela agiu como uma potência regional na Europa em geral e no sudeste europeu em particular. Os dois "impérios búlgaros" não são tratadas como entidades separadas, mas sim como um estado restabelecido após o período de domínio do estado bizantino sobre seu território.

### Primeiro Império Búlgaro

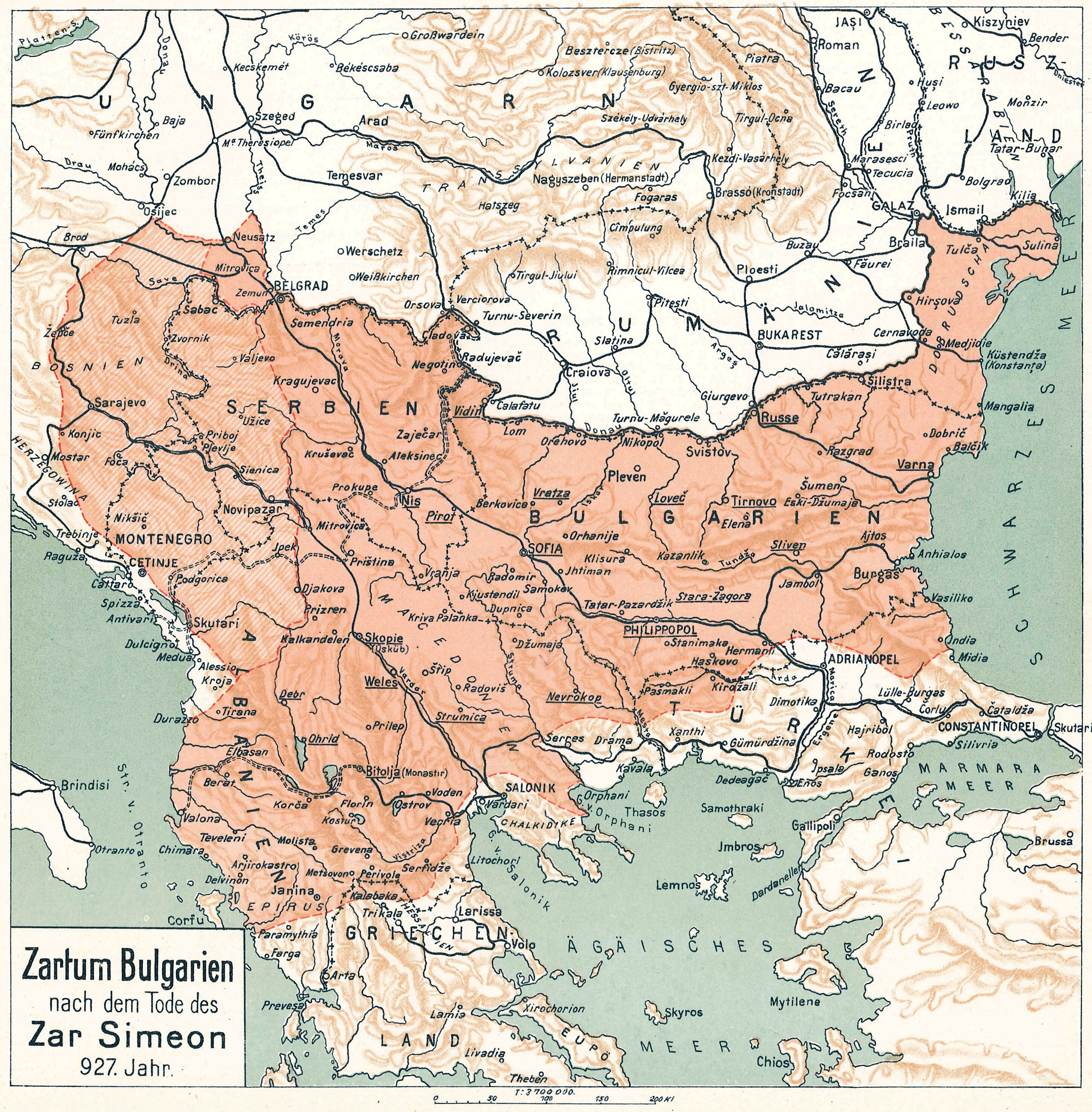
O Primeiro Império Búlgaro em sua máxima extensão territorial, durante o reinado do czar Simeão

O Primeiro Império Búlgaro foi criado como resultado de uma expansão da Antiga Grande Bulgária para o território ao sul do rio Danúbio, e é geralmente descrito como tendo durado entre 632 e 1018, quando foi dominado pelo Império Bizantino, apesar da resistência feroz de Samuel. Gradualmente atingiu o seu apogeu cultural e territorial no século IX e princípios do século X sob Bóris I e Simeão, o Grande, quando se transformou no centro cultural e literário da Europa eslava e em um dos maiores Estados da Europa. Uma das teorias é que os búlgaros eram um povo nômade e guerreiro da Ásia Central (ver protobúlgaros), relacionados com os hunos. De fato, os primeiros cãs búlgaros remontam suas origens a Átila, o Huno. Já na primeira metade do século VII, sob seu rei cã Cubrato, haviam formado um reino ao norte do mar Negro, que os bizantinos chamavam "Magna Bulgária". Depois da morte de Cubrato, o império foi dividido entre seus três filhos mais velhos, como resultado do qual uma parte dos búlgaros mudaram para leste até a confluência dos rios Volga e Kama, que chegaram a formar o Estado da Bulgária do Volga, enquanto outro grupo se estabeleceu no delta do Danúbio, liderado pelo cã Asparuque, terceiro filho de Cubrato e onde um terço da população búlgara permaneceu.
Asparuque, cã da Antiga Grande Bulgária, emigrou com várias tribos dos búlgaros até as terras baixas ao longo dos rios Danúbio, Dniestre e Dniepre (conhecido como "Ongala"), logo após o estado de seu pai ser subjugado pelos cazares. De lá, os búlgaros assediaram as guarnições de Bizâncio e as venceram na Batalha de Ongala. Conquistou províncias bizantinas da Mésia e Cítia Menor (Dobrogeia), expandindo seu reino para o interior da península Balcânica. Seus frequentes raides levaram à realização de uma expedição punitiva contra eles pelo imperador bizantino Constantino IV. Com o fracasso desta expedição, o Império Bizantino foi forçado a aceitar a existência do Império Búlgaro, e pagar um tributo anual para evitar incursões. No ano 681, quando Bizâncio reconheceu pela primeira vez o Estado búlgaro, é considerado a data de nascimento da Bulgária moderna.
Os sucessores de Asparuque fortaleceram o Estado búlgaro: Tervel (r. 700/701–718/721), firmou limites e estabeleceu a Bulgária como uma grande potência militar depois de derrotar um exército árabe de 26 000 homens em 717, eliminando assim a ameaça de invasão em larga escala pelos países árabes para a Europa Central e Oriental.
No início do século IX, durante o reinado de cã Crum, o Império Búlgaro chegou a estender-se a parte da Panónia e Transilvânia. Crum (r. 802–814), duplicou o território do país, assassinando o imperador Nicéforo I, o Logóteta na Batalha de Plisca e introduziu o primeiro código civil escrito, válido aos eslavos e búlgaros. Os búlgaros abraçaram o cristianismo de rito bizantino, após a conversão de Bóris I (r. 852–889).

Divisão administrativa do Império Bizantino c. 1045

Em 864, Boris I aboliu o tengriismo, substituindo-o pelo cristianismo ortodoxo oriental, e introduziu o alfabeto cirílico, desenvolvido na Escola Literária de Preslava e na de Ócrida. O alfabeto cirílico, junto com a antiga língua búlgara, constituíram a principal linguagem escrita da Europa Oriental (lingua franca), a linguagem é atualmente conhecido como antigo eslavo eclesiástico. Assim, a adoção da nova fé também envolveu o uso do eslavo como língua da liturgia e da administração. A cristianização e a eslavização deram ao Império Búlgaro uma área de grande influência. O Estado atingiu o seu apogeu político e cultural de sua história com o reinado de Simeão I (r. 893–927), cujo plano, que esteve perto de ser realizado, era unir sob seu domínio as monarquias búlgaras e bizantinas. Simeão foi o primeiro monarca a adotar o título de czar búlgaro (derivado do título romano caesar, césar).
Simeão foi capaz de ganhar a supremacia militar sobre o Império Bizantino na Batalha de Bulgarófigo e, finalmente, na Batalha de Anquíalo, uma das batalhas mais sangrentas da Idade Média, e uma das suas vitórias mais decisivas. Seu reinado viu também o desenvolvimento de uma cultura eslava cristã rica e única, que se tornou um exemplo para outros povos eslavos da Europa Oriental e também incentivou a continuação da existência da nação búlgara, apesar das forças que a ameaçavam.
Após a morte de Simeão, o declínio da autoridade real, lutas de sucessão dinásticas e ataques  externos de povos como os croatas, sérvios, húngaros e pechenegues, e a propagação da religião dos bogomilos. foram minando o Estado búlgaro, levando a sucessivas invasões, primeiro por parte da Rússia de Quieve e, em seguida, do Império Bizantino, que terminou com a captura da capital, Preslava, pelo exército bizantino. No mandato de Samuel, a Bulgária recuperou alguns destes ataques e conseguiu vencer a Sérvia, Bósnia e Dóclea, mas essa sequência de vitórias terminou em 1014, quando o Estado Búlgaro foi conquistado pelo imperador Basílio II Bulgaróctono na Batalha de Clídio. Samuel morreu pouco depois da batalha, em 15 de outubro de 1014, e em 1018 o Império Bizantino conquistou completamente o Primeiro Império Búlgaro. A Bulgária manteve-se sob a autoridade de Constantinopla durante quase dois séculos, entre 1018 e 1185.

### Segundo Império Búlgaro

O Segundo Império Búlgaro em sua máxima extensão territorial durante o reinado do czar

O Estado medieval búlgaro foi restaurado como o Segundo Império Búlgaro depois de uma revolta bem sucedida de dois nobres em Tarnovo, Asen e Pedro, em 1185, e existiu até que foi conquistado durante a invasão otomana dos Balcãs no final do século XIV, com a data da sua subjugação sendo geralmente dada como 1396 ou 1422. Sob João Asen II,  monarca considerado em sua época como o restaurador do patriarcado búlgaro, na primeira metade do século XIII, se recuperou grande parte de seu antigo poder, mas isso não durou muito tempo devido aos problemas internos e às invasões estrangeiras.
Basílio II logrou prevenir rebeliões, mantendo as leis locais da nobreza da Bulgária, que ingressaram na aristocracia bizantina como arcontes ou estrategos, assegurando a indivisibilidade da Bulgária, com seus limites antigos e reconhecendo a autocéfala arquidiocese búlgara de Ohrid. Após sua morte, a política interna bizantina se modificou, o que levou a uma série de revoltas sem êxito, a maior das quais foi dirigida por Pedro Deliano.
Embora os búlgaros se rebelassem repetidamente contra o domínio de Bizâncio no século XI, nenhuma dessas rebeliões atingiu seu objetivo. Durante o século XII, no entanto, aproveitando-se do fato de o Império Bizantino estar enfraquecido por suas lutas contra os sérvios e os húngaros, explode uma revolta liderada pelos irmãos Asen e Petar. Petar foi proclamado "czar dos búlgaros, gregos e valáquios", assim nasceu o Segundo Império Búlgaro (1185-1396), cujo domínio se estendeu por todo o território entre o Danúbio e o mar Negro e as montanhas da Cordilheira dos Bálcãs, incluindo partes da Macedônia Oriental e do vale de Morava. O czar Joanitzes (r. 1197–1207), o terceiro dos monarcas Asen, estendeu seu domínio para Niche, Belgrado, Escópia e entrou em uma união com o Papado, e recebeu uma coroa real de um legado apostólico, garantindo assim o reconhecimento do seu título de rex, embora ele desejasse ser reconhecido como "imperador" ou "czar". Travou guerras contra o Império Bizantino e (após 1204) sobre os cavaleiros da Quarta Cruzada, conquistando grande parte da Trácia, Ródope, bem como toda a Macedônia. Na batalha de Adrianópolis, em 1205, Joanitzes derrotou as forças do Império Latino e, portanto, limitado o seu poder a partir do primeiro ano de sua criação. Assim, o estado búlgaro foi estendido para os mares Adriático e Egeu, controlando diretamente a Valáquia (na atual Romênia), Moldávia, Macedônia, Ródope (região sul da Bulgária, desde então parte do país) e Trácia. A força dos estados da Hungria e da Sérvia impediram um maior crescimento do império.

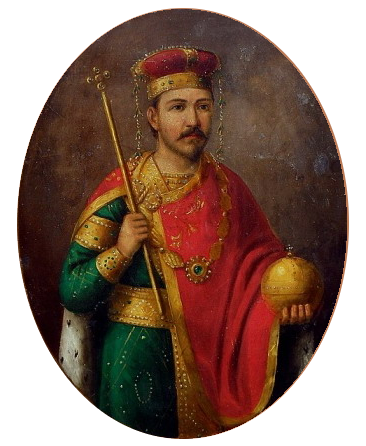
Ivan Asen II

Com o czar Ivan Asen II (r. 1218–1241), a Bulgária tornou-se novamente uma potência regional, ocupando a Albânia, Epiro, Macedônia e Trácia. Naquele época, as conquistas da escola artística de Turnovo e as primeiras moedas cunhadas por um governante búlgaro foram alguns dos indicadores bem-estar do império. A Bulgária rompeu com a Igreja de Roma, criando o Patriarcado Ortodoxo da Bulgária, ao qual aderiram vários  patriarcas dos Balcãs. Foi um monarca honesto e humano, que, apesar da ruptura com Roma abriu canais de cooperação, em especial do comércio com Veneza e Gênova, para reduzir a influência dos bizantinos em seu país.
A dinastia Asen terminou em 1257, e devido às invasões dos tártaros (iniciadas no final do século XIII), conflitos internos e os constantes ataques dos bizantinos e húngaros, o poder militar e econômico no país diminuiu. No final do século XIV, as divisões entre os senhores feudais búlgaros (boiardos) e a propagação dos bogomilos causou a divisão do Segundo Império Búlgaro em três pequenos czarados (o Czarado de Tarnovo foi o estado remanescente depois do desmembramento do Czarado de Vidin e do Principado de Carvuna) e vários principados semi-independentes, que lutavam entre si e também contra os bizantinos, húngaros, sérvios, venezianos e genoveses.
O imperador Teodoro Esfendóstlabo (r. 1300–1322) restaurou o prestígio da Bulgária de 1300 em diante, mas apenas temporariamente. A instabilidade política continuou a crescer, e a Bulgária gradualmente começou a perder território. Isto levou a uma revolta camponesa liderada por Lacanas, que finalmente conseguiu derrotar as forças do imperador e ascender ao trono.
Durante o século XIV, a Bulgária enfraquecida atravessava um período de desmembramento feudal, era presa fácil para novos invasores, os turcos otomanos, que haviam ingressado na Europa em 1354 e estavam determinados em conquistar a Bulgária. Eles tomaram Plovdiv em 1362 e, em 1382, Sófia.
Os otomanos, em seguida, voltaram suas atenções para os sérvios, a quem conquistaram, em Kosovo Polje, em 1389. Em 1393, os otomanos ocuparam Tarnovo, após um cerco de três meses. Em 1396, o Reino (Czarado) de Vidin também foi ocupado, colocando fim ao Segundo Império Búlgaro e à independência da Bulgária.

## Domínio otomano
A partir do século XIV até ao século XVIII, a Bulgária não existia como um Estado soberano. Com isso, os otomanos finalmente a subjugaram e a ocuparam. Durante seu domínio, a população búlgara sofria muito com a opressão, a intolerância e a má governação. A nobreza foi eliminada e os camponeses explorados pelos otomanos, enquanto os búlgaros não tinham a igualdade jurídica com os otomanos muçulmanos e pagavam impostos mais altos do que eles. A cultura búlgara foi isolada da Europa, as suas realizações foram destruídas e os clérigos educados fugiram para outros países. Ao longo dos quase cinco séculos de domínio otomano, o povo búlgaro respondeu à opressão, reforçando a tradição do Haiduk ("bandoleirismo"), e tentou restaurar o seu Estado a organizar várias revoltas, destacando duas revoltas em Tarnovo (1598 e 1686) e a rebelião de Karposh (1689).

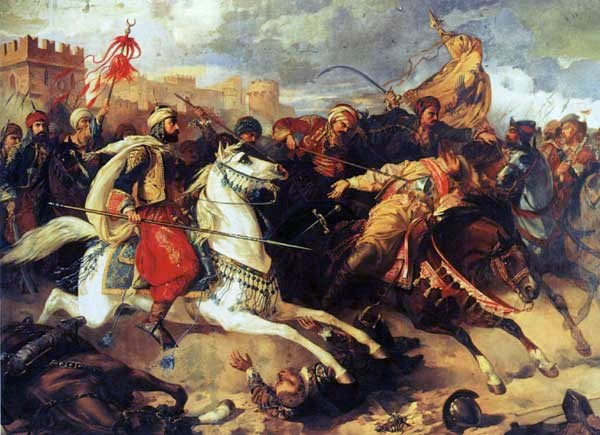
Batalha de Varna, por Stanisław Chlebowski

Em 1393, pela vontade do sultão dos turcos, o patriarcado da Igreja da Bulgária foi removido e enviado diretamente ao Patriarca de Constantinopla, o que levou a Igreja da Bulgária a helenizar e deixar seus ritos eslavos. A aristocracia búlgara que sobreviveu à conquista foi deportada para a Anatólia ou convertida ao Islã. No entanto, a maioria dos camponeses búlgaros manteve a sua religião cristã ortodoxa, exceto no sudoeste, onde se concentra uma minoria de muçulmanos convertidos, os Pomacos. Os turcos foram instalados com a administração nas principais cidades do país. Os otomanos converteram a Bulgária no beierlique da Rumélia (beyerlik Rumili) governado por um beilerbei residente em Sófia. Este território, que incluiu Mésia, Trácia e a Macedônia, foi dividido em várias sanjaco, cada um dos quais foi governado por um sanjaco-bei, dependentes do beilerbei. Uma parte importante dos territórios conquistados foi distribuído para os adeptos do sultão, que fundaram feudos diretamente a ele subordinados.
A partir da segunda metade do século XVIII, a Rússia esteve ativamente envolvida nos Bálcãs, pressionando o Império Otomano nas suas fronteiras, quebrando o isolamento dos búlgaros. Durante a guerra de 1768, os russos cruzaram a Moldávia e a Valáquia e invadiram a Bulgária, onde em Chumla obtêm vitória militar, forçando os turcos a pedirem pela paz. O Tratado de Küçük Kaynarca concedia à Rússia a proteção dos cristãos ortodoxos do Império Otomano, o que se tornou uma desculpa para a intervenção futura da Rússia nos Balcãs. Em 1829, a revolta dos gregos levaram os russos a ocupar grande parte da Bulgária e conquistar Adrianópolis (atual Edirne). O tratado de paz permitiu aos russos estabelecer um protetorado sobre a Moldávia e a Valáquia. No entanto, os búlgaros permaneceram sob o domínio otomano, apesar da invasão russa promover o despertar do nacionalismo nos Bálcãs.
Durante esse tempo, a burguesia búlgara, que consistia principalmente de comerciantes e artesãos, abriu as primeiras escolas e publicou os primeiros livros em língua búlgara. Sob pressão popular, a Igreja recuperou a liturgia eslava, e contra a vontade do patriarca de Constantinopla, o sultão otomano, em 1870, aceitou a criação de um Patriarcado da Bulgária independente. Apesar dessas concessões, as tensões nacionalistas continuaram a crescer: a chegada de muitos refugiados muçulmanos dos territórios conquistados pela Rússia (tártaros da Crimeia e circassianos do Cáucaso), levou a um descontentamento crescente, com os nacionalistas búlgaros começando a se organizar em Bucareste.

### Despertar nacional
Sob a influência de ideias como o liberalismo e o nacionalismo no século XIX começou a despertar-se o nacionalismo búlgaro. Teve uma grande influência na difusão dessas novas ideias entre os meios cultivados na Bulgária a revolta grega contra os otomanos em 1821. No entanto, houve também um forte ressentimento pelo controle grego da Igreja búlgara, na realidade, os primeiros sentimentos nacionalistas búlgaros tinham como objetivo a criação de uma igreja búlgara independente. Esta luta foi finalmente coroada de êxito em 1870, quando, por um decreto do sultão otomano, foi instituído Exarcado Ortodoxo Búlgaro. Antim I, o primeiro exarca, foi o líder natural da jovem nação. O patriarca de Constantinopla reagiu à criação do exarcado com um decreto de excomunhão, o que reforçou o sentimento nacionalista búlgaro.
Em abril de 1876], o Comitê Revolucionário Secreto Búlgaro, com sede em Bucareste, organizou uma revolta, conhecida como Revolta de Abril. A revolta foi duramente reprimida pelas autoridades otomanas tanto pelo exército regular como pelas tropas otomanas irregulares dos bashi bazuca. Muitas aldeias foram saqueadas e as vítimas da repressão foram contadas aos milhares de pessoas, especialmente nas cidades rebeldes de Batak, Perushtitsa, e Bratsigovo na região de Plovdiv. Os assassinatos provocaram a reação da opinião pública e da diplomacia europeia, como foi o caso, por exemplo, do britânico William Gladstone, que lançou uma campanha contra os "horrores búlgaros". Convocou-se, assim, a Conferência de Constantinopla, mas as suas decisões foram rejeitadas pelas autoridades otomanas, que permitiu que o Império Russo encontrasse uma solução pela força, sem arriscar um confronto militar com outras grandes potências (como tinha acontecido na Guerra da Crimeia, 1854-1856).
A Rússia aproveitou-se dos massacres de eslavos como um pretexto para declarar a Guerra russo-turca de 1877–1878, em abril de 1877. A guerra também envolveu as tropas voluntárias romenas e búlgaras. A guerra terminou com a derrota completa do Império Otomano.

## História da Bulgária (1878–1946)

### Principado da Bulgária: da autonomia a independência

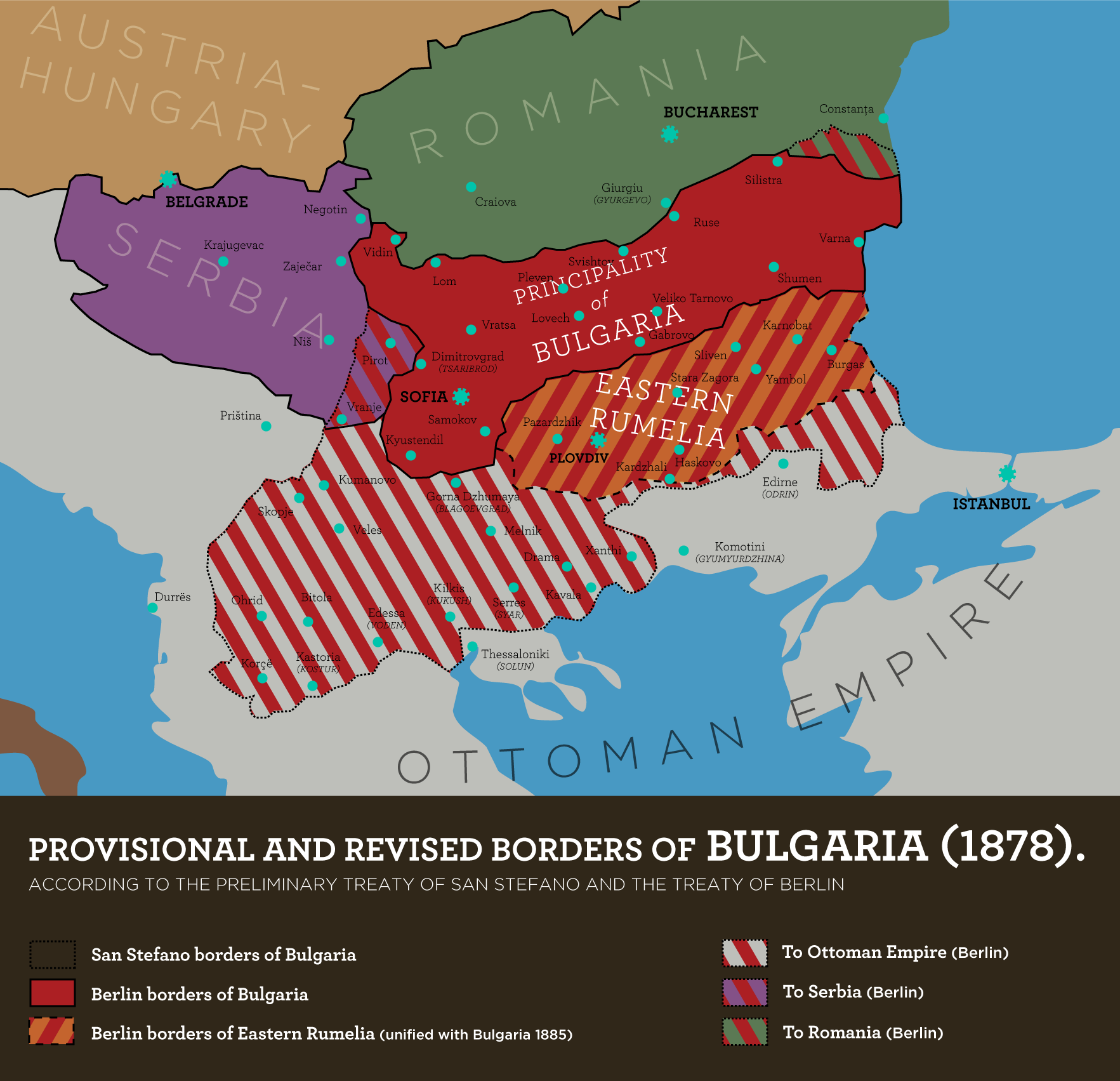
Fronteiras da Bulgária de acordo com o Tratado de Santo Estêvão e o subsequente Tratado de Berlim

A revolta contra o Império Otomano que eclodiu na Bósnia em 1875 foi prorrogada para a Bulgária no próximo ano. Os turcos desencadearam uma brutal repressão, que envolveu os bachibozuks, que fizeram inúmeros massacres e devastaram o país. Outros países europeus ficaram indignados e denunciaram a brutalidade e os "horrores búlgaros." O sultão otomano se recusou a conceder autonomia para a Bulgária, assim, a Rússia declarou guerra aos otomanos em 1877 e invadiu o país com o apoio da legião romena e búlgara. Em janeiro de 1878, os exércitos russos chegaram as portas de Constantinopla.
O Tratado de Santo Estêvão (3 de março de 1878) estabelecia a criação de um grande principado autónomo da Bulgária e o desmantelamento dos territórios do Império Otomano. A Áustria-Hungria e a Grã-Bretanha receavam que isto romperia o equilíbrio nos Balcãs e, o Congresso de Berlim (julho de 1878), sob a supervisão de Otto von Bismarck do Império Alemão e Benjamin Disraeli da Grã-Bretanha, revisou o tratado anterior, e impôs à Rússia um tratado em que o equilíbrio foi mantido à custa das aspirações nacionais búlgaras: o principado autónomo da Bulgária é mantido, porém muito reduzido. Este Estado deveria estar sob soberania nominal otomana mas seria governado por um príncipe eleito por um congresso de notáveis búlgaros e aprovado pelas grandes potências. Eles insistiam que o príncipe não poderia ser um russo, mas em um compromisso foi escolhido o príncipe Alexandre de Battenberg, um sobrinho do czar Alexandre II. Uma província otomana autônoma sob o nome de Rumélia Oriental foi criada. Os búlgaros da Macedônia e da Trácia oriental ficaram sob o domínio do sultão. Alguns territórios búlgaros também foram dados para a Sérvia e para a Romênia.
Embora o Tratado de Santo Estevão nunca tenha sido materializado além do papel, se tornou uma referência para os nacionalistas búlgaros, pois refere-se ao antigo reino de Simeão I. Nas décadas seguintes, a Bulgária conseguiu nomear bispos búlgaros na Macedónia (em poder otomano durante este tempo).
Em 1879, mediante uma assembleia constituinte na cidade de Tarnovo, a Bulgária adotou uma constituição (muito democrática para a época, mas raramente foi aplicada) e elegeu o príncipe Alexander de Battenberg, um sobrinho da imperatriz da Rússia. Na província da Rumélia Oriental as potências europeias elaboraram um estatuto orgânico do Congresso de Berlim. Foi nomeado um governador em nome do sultão otomano e foi aceita pela assembleia. As ambições nacionalistas não estavam satisfeitas com a autonomia e se estenderam aos territórios búlgaros que continuavam a pertencer ao Império Otomano: em 1885, o exército da Bulgária ocupou a província da Rumélia Oriental, ao mesmo tempo em que houve a deflagração de uma guerra contra a Sérvia, em que os búlgaros foram vitoriosos. Logo após, o rei Alexandre I da Bulgária deixou o conselho de ministros russos, o que levou à intervenção da Rússia em retaliação e defesa de sua influência. Os russos organizaram um complô militar contra o rei búlgaro. Apesar do apoio dos nacionalistas, Alexandre I foi forçado a abdicar devido a uma conspiração orquestrada pelo governo russo. Stefan Stambolov tomou o poder e uma assembleia búlgara elegeu em 1887 um novo príncipe: Fernando de Saxe-Coburgo, que em 1894 conseguir derrubar Stambolov, que havia estabelecido uma ditadura (e que foi assassinado em 1895). Os búlgaros deixados fora do principado recém-unido continuaram a sua luta para se juntar a Bulgária e o resultado foi a revolta de 1903. A revolta conseguiu acrescentar alguns territórios habitados pelos búlgaros a Bulgária. Em 22 de setembro de 1908, com o apoio do imperador da Áustria-Hungria, Fernando I proclamou a independência da Bulgária em Tarnovo e obteve o título de czar.

### Reino da Bulgária

#### Guerras dos Balcãs

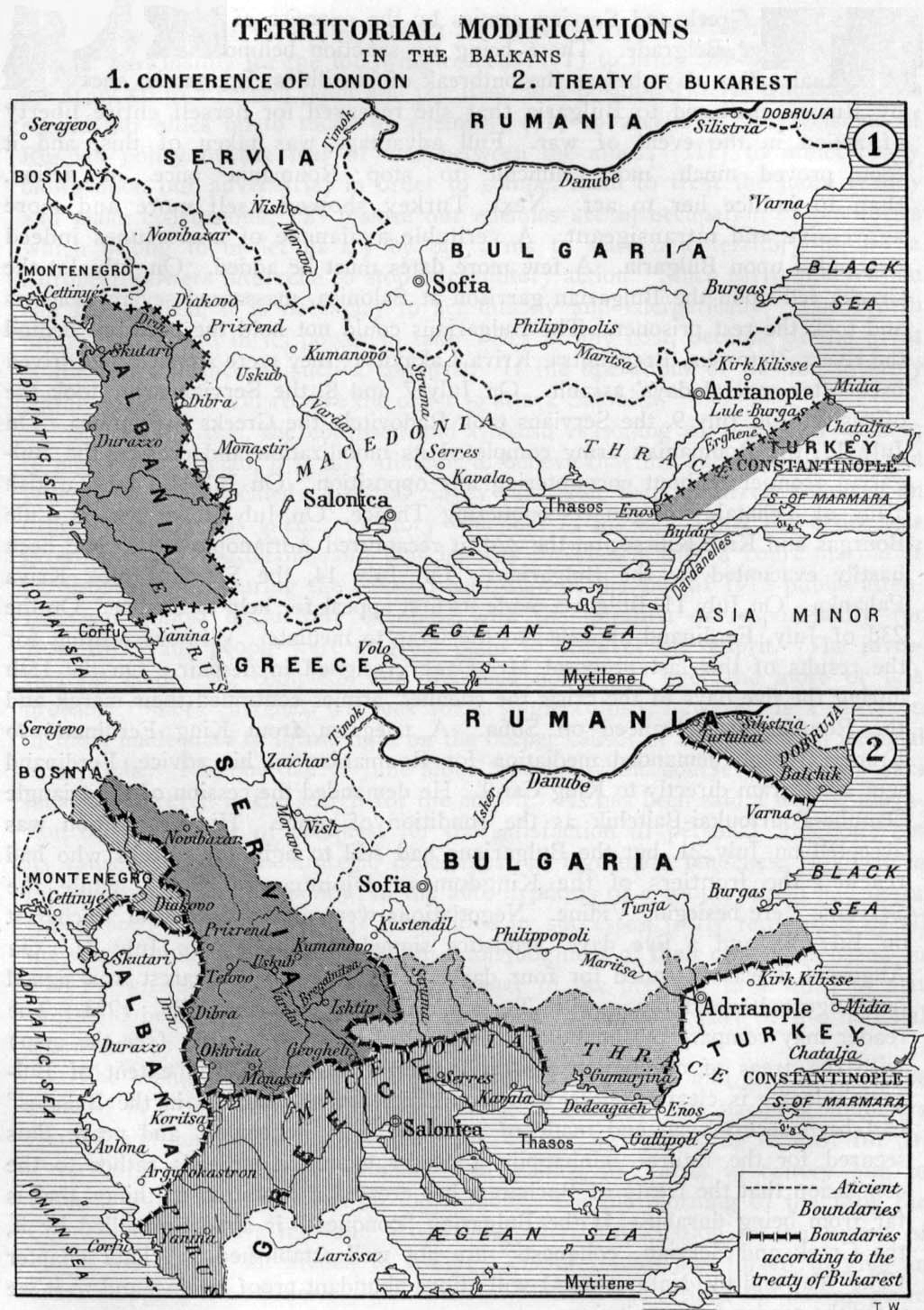
Mudanças de fronteiras durante as guerras balcânicas

Em 1911, o primeiro-ministro nacionalista Ivan Geshov formou uma aliança com a Grécia e a Sérvia, em conjunto, para atacar os otomanos. Em fevereiro de 1912, um tratado secreto foi assinado entre a Bulgária e a Sérvia e maio de 1912 um tratado semelhante com a Grécia. Montenegro também foi trazido para o pacto. Os tratados previam a divisão da Macedônia e da Trácia entre os aliados, embora as linhas de partição ficaram perigosamente vagas.
Depois de os otomanos se recusarem a implementar reformas nas áreas disputadas, a Primeira Guerra Balcânica eclodiu em outubro de 1912, em um momento em que os otomanos estavam presos em uma grande guerra com a Itália. Os aliados na Líbia derrotaram facilmente os otomanos e apreenderam todo seu território europeu. A cidade de Adrianópolis (atual Edirne), caiu em março de 1913 e o Império Otomano se rendeu. Pelo Tratado de Londres (30 de maio de 1913), os turcos deixaram quase todos os territórios europeus a oeste de Adrianópolis.
A Bulgária obteve pesadas vítimas de qualquer um dos aliados e em qualquer caso, tentou aproveitar a maior parte dos despojos. Os sérvios em particular, não concordam e se recusam a ceder qualquer parte do território que haviam tomado no norte da Macedônia (ou seja, o território que corresponde aproximadamente a moderna Macedônia do Norte), afirmando que o exército búlgaro não conseguiu realizar suas metas pré-guerra em Adrianópolis (para capturá-la sem a ajuda da Sérvia) e que o acordo pré-guerra sobre a divisão da Macedônia deveria de ser revisto. Alguns círculos na Bulgária inclinaram para ir à guerra com a Sérvia e Grécia sobre esta questão.
Em junho de 1913, a Sérvia e a Grécia formaram uma nova aliança contra a Bulgária. O primeiro-ministro sérvio Nikola Pasic afirmou que a Grécia poderia ter a Trácia, desde que a Grécia ajudasse a Sérvia a manter a Bulgária fora da parte sérvia da Macedônia, assim, o primeiro-ministro grego Elefthérios Venizélos concordou. Vendo isso como uma violação dos acordos do pré-guerra, e discretamente incentivada pela Alemanha e Áustria-Hungria, o czar Fernando I declarou guerra à Sérvia e à Grécia e o exército búlgaro atacou-os em 29 de junho, deflagando a Segunda Guerra Balcânica. As forças sérvias e gregas foram inicialmente recuando na fronteira ocidental, mas logo viraram a situação e forçaram a Bulgária a recuar. A luta foi muito dura, com muitas baixas, especialmente durante a batalha de Bregalnitsa. Logo, a Romênia entrou na guerra e atacou a Bulgária a partir do norte. O Império Otomano também atacou a partir do sudeste.
A Segunda Guerra Balcânica significou um desastre para a Bulgária, que pediu pela paz. Pelo Tratado de Bucareste (10 de agosto de 1913), a Bulgária obteve uma parte da Trácia ao sul, que permitiu o acesso ao mar Egeu, mas teve que ceder a Dobruja do Sul à Romênia, enquanto a Sérvia assegurou o disputado território da Macedônia. Pelo Tratado de Constantinopla, a Bulgária também teve que devolver Adrianópolis e a Trácia ao Império Otomano. As duas guerras balcânicas deixaram a Bulgária bastante debilitada, impedindo seu progresso econômico estável e custando 58 000 mortos e 100 000 feridos. No entanto, as exigências revanchistas para recuperar a maior parte da Macedônia permaneceram fortes.

#### Primeira Guerra Mundial

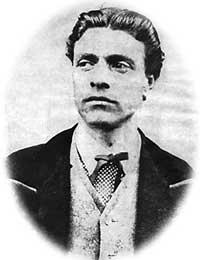
Vasil Levski, figura-chave do movimento revolucionário e herói nacional da Bulgária

Na sequência das guerras balcânicas, as opiniões na Bulgária se voltaram contra a Rússia e as potências ocidentais, uma vez que os búlgaros acusaram-nos de nada terem feito para ajudá-los. O governo da Bulgária de Vasil Radoslavov, alinhou-se com o Império Alemão e com a Áustria-Hungria, mesmo que isso significasse tornar-se um aliado dos otomanos, inimigo tradicional da Bulgária. Mas a Bulgária não tinha agora nenhuma reclamação contra os otomanos, enquanto que a Sérvia, Grécia e Romênia (aliados da Grã-Bretanha e da França) tinham ocupado territórios pretendidos pelos búlgaros.
O assassinato do arquiduque Francisco Fernando, em Sarajevo, em 1914, provocou a ruptura nas relações entre a Áustria-Hungria e a Sérvia e pôs em marcha as alianças diplomáticas e militares que tinham sido feitas em décadas anteriores entre as Potências Centrais da Áustria-Hungria e da Alemanha e seus aliados contra a Tríplice Aliança, da França, Grã-Bretanha e Rússia e seus aliados.
A Bulgária ficou de fora do primeiro ano da Primeira Guerra Mundial se recuperando da guerra dos Balcãs. A Alemanha e Áustria perceberam que precisavam ajudar a Bulgária, a fim de derrotar militarmente a Sérvia e, assim, abrir linhas de abastecimento da Alemanha para a Turquia, e reforçar a Frente Oriental contra a Rússia. A Bulgária insistiu em grandes ganhos territoriais, especialmente na Macedônia, que a Áustria relutou em conceder até que Berlim insistiu.

Evolução territorial da Bulgária da independência até o final da Primeira Guerra Mundial

A Bulgária também negociou com os Aliados, que ofereceram termos um pouco menos generosos. O rei decidiu juntar-se à Alemanha e à Áustria, e assinou uma aliança com eles em setembro de 1915, juntamente com um arranjo especial búlgaro-turco. Eles imaginavam que a Bulgária iria dominar os Balcãs, depois da guerra. A Bulgária, que tinha o maior exército dos Balcãs, declarou guerra à Sérvia em outubro de 1915. A Grã-Bretanha, França e Itália, em seguida, declararam guerra à Bulgária. As negociações foram altamente bem sucedidas do ponto de vista imediato da Bulgária. Em aliança com a Alemanha, Áustria-Hungria e com os otomanos, a Bulgária obteve vitórias militares contra a Sérvia e a Romênia, ocupando grande parte da Macedônia (tendo ocupado Escópia, em outubro), avançando para a Macedônia grega, e tendo ocupado Dobruja da Romênia, em setembro de 1916. Assim, a Sérvia foi eliminada da guerra, e a Turquia foi temporariamente salva do colapso.
Mas a guerra logo tornou-se impopular entre a maioria dos búlgaros, que sofreram grandes dificuldades econômicas e também não gostavam de lutar contra os seus irmãos cristãos ortodoxos em aliança com os turcos-otomanos muçulmanos. O líder do Partido Agrário, Aleksandar Stamboliysky, foi preso por sua oposição à guerra. A Revolução Russa de Fevereiro de 1917 teve um grande efeito na Bulgária, espalhando-se sentimentos de antiguerra e antimonarquista entre as tropas e nas cidades. Em junho, o governo Radoslavov renunciou. Eclodiram motins no exército, Stamboliysky foi libertado e a república foi proclamada.

#### Período entre-guerras
Em setembro de 1918, o czar Fernando I abdicou em favor de seu filho Bóris III. Pelo Tratado de Neuilly (27 de novembro de 1919), a Bulgária teve de retornar o território da Dobruja do Sul à Romênia, a Sérvia recuperou a Macedónia e anexou vários territórios búlgaros à fronteira ocidental, a Grécia conquistou a Trácia Ocidental e deixou a Bulgária outra vez sem acesso ao mar Egeu. Em 1923, a Grécia expulsou dos territórios conquistados cerca de 250 000 búlgaros e substituiu-os por refugiados gregos chegados da Ásia Menor após a dissolução do Império Otomano. O país teve que reduzir seu exército a não mais de 22 mil homens e pagar indenizações superiores a US $ 400 milhões. Os búlgaros geralmente se referem aos resultados do tratado como a "Segunda Catástrofe Nacional".

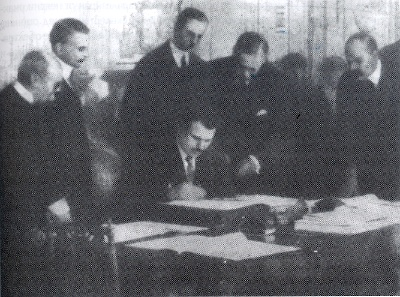
Stamboliski firma o Tratado de Paz de Neuilly

Durante o período entreguerras, a Bulgária passou por um momento de turbulência política. As eleições de março de 1920 deram aos Agrários uma grande maioria e Aleksandar Stamboliysky formou um governo na Bulgária. Ele enfrentou um grande problema social, mas foi capaz de realizar muitas reformas, apesar da oposição das classes média e alta, os latifundiários e os oficiais do exército mantiveram-se poderosos. Em março de 1923, Stamboliysky assinou um acordo com o Reino da Iugoslávia reconhecendo a nova fronteira e acordando para suprimir Organização Revolucionária Interna da Macedônia (ORIM), o que favoreceu uma guerra para reconquistar a Macedónia da Iugoslávia. Isto provocou uma reação nacionalista e um golpe de Estado búlgaro de 9 de junho de 1923 que acabou resultando no assassinato de Stamboliykski. Pouco depois, estourou uma insurreição comunista, que foi duramente reprimida pelo governo, e nos anos seguintes, o terrorismo e a instabilidade política marcaram o período. Um governo de direita de Aleksandar Tsankov assumiu o poder, apoiado pelo exército e pela ORIM, que travou um Terror Branco contra os agrários e os comunistas. Em 1926, o czar convence Tsankov a demitir-se, e um governo mais moderado com Andrey Lyapchev assumiu o cargo e foi proclamada uma anistia, embora os comunistas continuaram proibidos. Uma aliança popular, incluindo os Agrários reorganizou-se, ganhando as eleições de 1931 sob o nome de "Bloco Popular".
Surgiram os Komitadjis, liderados por Mikhailov, saídos da ORIM (Organização Revolucionária Interna da Macedônia, fundada em finais do século XIX), a imitação dos ustashas da Croácia e de outros movimento de inspiração nacionalista-fascista. Em 1934, um agente da ORIM, a serviço dos ustasha croatas, assassinou o rei Alexandre I da Iugoslávia, em Marselha. No mesmo ano, os agentes búlgaros deram um novo golpe de Estado, retirando o Bloco Popular do poder e instituindo um regime militar autoritário liderado por Kimon Georgiev. Um ano mais tarde, o czar Bóris III conseguiu retirar o regime militar do poder, e restaurar uma forma de governo parlamentar (sem o restabelecimento dos partidos políticos) e sob seu próprio controle rigoroso. O regime do czar proclamou a neutralidade, mas gradualmente a Bulgária gravitou em aliança com a Alemanha nazista e a Itália fascista.

#### Segunda Guerra Mundial

Divisões provinciais da Bulgária durante a Segunda Guerra Mundial, em que se destacam em roxo as anexações de territórios gregos e em verde territórios iugoslavos

Após a eclosão da Segunda Guerra Mundial, em 1940, a Alemanha e a União Soviética pressionaram o governo da Romênia, que teve de ceder territórios para a Hungria e a URSS. A Bulgária aderiu à ofensiva diplomática e exigiu a devolução do Sul de Dobrudja, que foi obtido pelo Tratado de Craiova, em 7 de setembro.
No entanto, a Bulgária juntou-se às potências do Eixo, em 1941, quando as tropas alemãs que estavam se preparando para invadir a Grécia a partir da Romênia chegaram às fronteiras da Bulgária e pediram permissão para passar pelo território búlgaro. Ameaçado pelo confronto militar direto, o czar Boris III alegando não ter escolha senão se juntar ao bloco fascista, juntou-se o que foi oficializado em 1 de março de 1941. Houve pouca oposição popular, uma vez que a União Soviética estava em um pacto de não agressão com a Alemanha.
O país, participou da divisão da Iugoslávia e da Grécia. Através de suas alianças, a Bulgária obteve uma grande parte da Macedônia, territórios sérvios e a Trácia. O governo búlgaro trabalhou para conquistar a simpatia dos macedônios e integrá-los. Em contrapartida, cerca de 100 mil gregos foram expulsos e substituídos por búlgaros na Trácia (em resposta as deportações e expulsões realizadas pelos gregos em 1923). No entanto, apesar das suas alianças, Bóris III se recusou a participar ao lado dos alemães na guerra contra a URSS e entregar os judeus da Bulgária as autoridades nazistas, salvando 50 mil vidas. Em agosto de 1943, morreu subitamente, a suspeita que ele foi envenenado durante sua viagem de volta da Alemanha, uma vez que o piloto da aeronave, alemão, voou muito alto, o que o forçou a usar máscaras de oxigênio devido a aeronave não possuir pressurização da cabine. Seu sucessor, Simeão II, tinha apenas seis anos, e ficou sob a tutela de políticos a serviço dos alemães.
Em setembro de 1944, as tropas soviéticas chegaram à Bulgária e, em seguida, o país mudou de lado e se juntou aos Aliados.

## Período comunista
Enquanto a guerra se desenvolvia contra a Alemanha e os seus apoiantes, os dirigentes búlgaros em 1944 procuraram acordos com os aliados ocidentais a partir do avanço das tropas soviéticas. No entanto, já era tarde demais, em 5 de setembro a União Soviética, cujas tropas já tinham chegado a Romênia, declararam guerra à Bulgária. O governo da Bulgária capitulou alguns dias, e o novo governo sob a tutela dos soviéticos declararam guerra à Alemanha e retiraram suas tropas da Grécia e Iugoslávia. Em 16 de setembro, o exército soviético entrou em Sófia (e ocupam o país até finais de 1947). Em 28 de outubro, é assinada a paz com Moscou. Simultaneamente, o poder passou para as mãos dos comunistas. Em 9 setembro um golpe de Estado colocou no governo a Frente Patriótica, o Partido Comunista da Bulgária. Como a única força política organizada, e com o apoio direto de Moscou, os comunistas tomaram todas as esferas de poder, com o apoio dos exércitos de ocupação. Após a abolição da monarquia, por referendo, foi proclamada a República Popular da Bulgária em 15 de setembro de 1946. Ao apoio da União Soviética e do Tratado de Paris de 1947, a Bulgária teve que retornar a Macedónia para os territórios sérvios da Iugoslávia e a Trácia para a Grécia, mas conseguiu manter a Dobruja do Sul.
Em 1947, os comunistas lançaram diversas ações judiciais para eliminar os líderes políticos não-comunistas, incluindo Nikolai Petkov, líder do Partido Camponês. Em 1949, houve um expurgo interno dentro do Partido Comunista, que permitiu que os agentes soviéticos para eliminassem os seus rivais, a quem acusaram de desvio político dos ideais do partido. A fase stalinista da Bulgária durou menos de cinco anos. Sob sua liderança, a agricultura foi coletivizada, rebeliões camponesas foram esmagadas, e uma campanha maciça de industrialização foi lançada; campos de trabalho foram criados e no auge da repressão alojaram cerca de 100 000 pessoas. O patriarca ortodoxo foi confinado em um mosteiro e a igreja ficou sob controle estatal. Em 1950 as relações diplomáticas com os Estados Unidos foram cortadas. Chervenkov Valko, líder da facção stalinista, que assumiu o poder e liderança, nos anos subsequentes acabaria por delegar as suas responsabilidades com a nomeação de um sucessor, Todor Jivkov, que faria uma política seguidora da União Soviética até a queda do comunismo.
Durante este período, o país foi um dos mais alinhados com Moscovo, tendo como dirigentes os linha-dura Gueórgui Dimitrov e Todor Jivkov, apoiados pela repressão do Comitê de Segurança do Estado. O governo comunista encerrou-se em 1990, quando o país teve eleições multipartidárias.

## Bulgária pós-comunista
Em 10 de novembro de 1989, o Partido Comunista Búlgaro abandonou seu monopólio político, Zhivkov renunciou e a Bulgária embarcou em uma transição de uma república de partido único para uma democracia parlamentar.
Em junho de 1990, realizaram-se as primeiras eleições livres, vencida pela ala moderada do Partido Comunista (o Partido Socialista Búlgaro, BSP). Em julho de 1991, aprovou-se uma nova constituição, que reduziu os poderes presidenciais e permitiu que o primeiro-ministro ficasse sob a supervisão da assembleia legislativa. A economia planificada foi descartada e o setor privado foi legalizado. O novo sistema não pôde melhorar a qualidade de vida e acelerar o crescimento econômico, de fato, na década de 2000, a qualidade média de vida e desempenho econômico manteve-se menor em relação aos tempos do comunismo. Um pacote de reformas introduzidas em 1997, restaurou o crescimento econômico, mas levou a um aumento da desigualdade social. A Bulgária se tornou membro da Organização do Tratado do Atlântico Norte em 2004 e da União Europeia em 2007.